# Krzysztof Borek
Krzysztof Borek (zm. 1557 lub po 1573) – polski twórca muzyki renesansowej. Uważany za jednego z pierwszych komponujących na ziemiach polskich pełne cykle mszalne. Prawdopodobnie związany z kapelą rorantystów w Krakowie.

## Życiorys
Źródła XIX-wieczne podają, że w 1521 znalazł się na dworze królowej Bony, gdzie był wykorzystywany do odpowiedzialnych zadań dworsko-politycznych. Następnie miał zostać duchownym i kapelanem królewskim. W końcu kapelmistrzem kapeli Rorantystów na Wawelu. Za datę śmierci przyjmowano 1557. Niemal wszystkie te informacje zostały jednak zakwestionowane. Część badaczy uważa, że chodzi o dwie różne osoby o nazwisku Borek.

## Twórczość
Zachowana twórczość to dwie, prawdopodobnie niekompletne (brak jednego głosu) 5-głosowe msze a cappella, przeznaczone na chór:
- Msza Te Deum laudamus (z adnotacją 1573 co może oznaczać rok skomponowania dzieła, ale również rok jej skopiowania[2]) – msza niekompletnie przeimitowana[6], oparta na cantus firmus melodii hymnu Te Deum laudamus.
- msza bez tytułu (łac. sine nomine; K-G-C-S[7]) - msza przeimitowana; możliwe, że napisana na podstawie niezidentyfikowanego cantus firmus[8]; możliwe, że parodiowana[6]

Obie znalezione w muzykaliach kapeli królewskiej. Dotarła do naszych czasów także Missa Mater Matris, będąca przeróbką Missa Mater Patris Josquina des Prés. Większość muzykologów przyjmuje, że Borek w jakiś sposób był związany z kapelą Rorantystów (niewykluczone nawet, że był jej kierownikiem), a jego msze napisane specjalnie dla tego zespołu. Współcześnie wydana drukiem jest cała msza Te Deum (bez zaginionego piątego głosu) oraz Sanctus z mszy bez tytułu, w 5-gł. rekonstrukcji Zygmunta M. Szweykowskiego i Mirosława Perza (Kraków 1964, 1993).

## Nagrania
- płyta długogrająca Antiquae Poloniae Opera Musica – Chór Męski Cantilena, dyr. Edmund Kajdasz (Veriton SXV-760), msza Te Deum laudamus
- płyta długogrająca Na 600-lecie obrazu Matki Boskiej Częstochowskiej – Capella Cracoviensis (Veriton SXV-908) – Sanctus z mszy bez tytułu
- CD Muzyka polskiego renesansu – Ars Nova (Travers Music 2006), Kyrie z mszy Te Deum laudamus